# Староместки намести
Старият градски площад (или разговорно на чешки: Staromák) е исторически площад в Стария град (Старе Место) на Прага, столицата на Чешката република. Той се намира между Вацлавовия площад и Карловия мост.

## Сгради
На площада има сгради, принадлежащи към различни архитектурни стилове, включително готическата църква Дева Мария пред Тин, която е основната църква в тази част на града от XIV век. Характерните ѝ кули са високи 80 метра. Бароковата църква „Св. Никола“ е друга църква, разположена на площада.
Пражкия Орлой е средновековен астрономически часовник, монтиран на фасадата на Старата градска община. Часовникът е инсталиран за първи път през 1410 г., което го прави третият най-стар астрономически часовник в света и най-старият, който все още е в експлоатация. Кулата на Старата градска зала е отворена за обществеността и предлага панорамна гледка към Стария град.

Музеят на изкуствата към Чешката национална галерия е поместен в двореца Кински на същия площад.

## Статуи и паметници
Центърът на площада е зает от паметник на църковния реформатор Ян Хус, изгорен на клада заради убежденията си в Констанц. Този акт от 1415 г. довежда до хуситските войни. Статуята, известна като Мемориал Ян Хус, е издигната на 6 юли 1915 г., за да отбележи 500-годишнината от смъртта му.
Пред Стария градски съвет има също паметник на мъченици, сред които са Ян Есений и Максмилиан Хосталек, обезглавени на това място от Хабсбургите след битката при Бялата планина. Двадесет и седем кръста маркират тротоара в тяхна чест. Кръстовете са монтирани по време на ремонта на Старата градска община след Втората световна война, а от 1911 г. на разположената в близост мемориална плоча са изброени имената на всички 27 екзекутирани.
Пражкият меридиан се открива на паважа на Стария градски площад, с координати 14° 25'17 "E. Днес той няма практическо значение, но между 1652 и 1918 г. е използван за определяне на часовото време. По-конкретно, като пладне се определял като моментът, когато сянката на Марианската колона е съвпадала с линията на Пражкия меридиан. На 3 ноември 1918 г. Марианска колона, издигната на площада малко след Тридесетгодишната война, е разрушена по повод на независимостта на Чехия от Хабсбургската империя.

## Пазари
На Коледа и Великден се провеждат пазари на площада; те много приличат на средновековни пазари. Излагат са високо украсено коледно дърво и музикална сцена.
Коледните пазари в Стария градски площад са най-големите коледни пазари в Чехия и се посещават от стотици хиляди посетители от Чехия и чужбина, предимно германци, руснаци, италианци и британци.  През 2016 г. CNN класира коледните пазари в Прага сред 10-те най-добри в света.